# Mirkovce
Mirkovce este o comună slovacă, aflată în districtul Prešov din regiunea Prešov. Localitatea se află la altitudinea de 320 m deasupra n.m., se întinde pe o suprafață de 9,55 km2 și în 2017 număra 1.327 de locuitori.

## Istoric
Localitatea Mirkovce este atestată documentar din 1320.

## Demografie
| An:                | 1994 | 2004    | 2014    | 2024    |
| ------------------ | ---- | ------- | ------- | ------- |
| Număr de persoane: | 798  | 1030    | 1274    | 1451    |
| Diferență:         |      | +29,07% | +23,68% | +13,89% |

| An:                | 2023 | 2024   |
| ------------------ | ---- | ------ |
| Număr de persoane: | 1431 | 1451   |
| Diferență:         |      | +1,39% |